# Mark Labrand (radioprogramma)
Mark Labrand is een radioprogramma op de Nederlandse zender Radio 538 dat wordt gepresenteerd door Mark Labrand. Het programma wordt uitgezonden van maandag tot en met donderdag tussen 10.00 en 13.00 uur en op vrijdag tussen 10.00 en 12.00 uur.
Voorheen werd dit programma op een ander tijdslot uitgezonden. Van 31 mei 2010 tot en met 30 september 2010 werd dit programma op maandag tot en met donderdag tussen 21.00 en 00.00 uur uitgezonden. Labrand ging daarna naar het weekend, waardoor Barry Paf het tijdslot overnam.
Op 6 januari 2014 ging Labrand weer naar de werkdagen en nam het tijdslot over van Jeroen Nieuwenhuize. Hij ging zijn programma maken op maandag tot en met donderdag tussen 14.00 en 16.00 uur onder de naam 538 Hitzone.
Op 7 september 2016 werd bekend dat Mark Labrand onder zijn eigen naam ook een programma gaat maken op zaterdag tussen 15.00 en 18.00 uur. Dit is een gevolg van het vertrek van Barry Paf. Vanaf 24 maart 2018 was dit programma te horen op zaterdagavond, van 18.00 tot 20.00 uur.
Sinds 2 januari 2017 werd de programmanaam 538 Hitzone hernoemd naar Mark Labrand.
Vanaf 2 januari 2019 werd het programma van Mark Labrand van tijdslot verplaatst naar maandag tot en met donderdag tussen 10.00 en 13.00 uur en op vrijdag tussen 10.00 en 12.00 uur. Zijn zaterdagavondprogramma werd overgenomen door Daniël Lippens. Sinds 6 juli 2019 presenteert Labrand ook een programma op zaterdag, van 01.00 uur tot 04.00 uur.
Vanaf 24 augustus 2020 krijgt het werkdagenprogramma van Mark Labrand een programmanaam Greatest Hits. Zijn zaterdagavondprogramma vervalt en wordt alleen non-stopmuziek gedraaid.